# San Francisco Javier en Garbatella (título cardenalicio)
San Francisco Javier en Garbatella es un título cardenalicio diaconal de la Iglesia Católica. Fue instituido por el papa Juan Pablo II en 2001.
Tiene su sede en la iglesia parroquial del mismo nombre en Roma.

## Titulares
- Leo Scheffczyk (21 de febrero de 2001 - 8 de diciembre de 2005)
- Franc Rodé, C.M. (24 de marzo de 2006 - 20 de junio de 2016; título pro hac vice desde el 20 de junio de 2016)